# João Derly
João Derly de Oliveira Nunes Júnior, né le 2 juin 1981 à Porto Alegre, est un judoka brésilien évoluant dans la catégorie des moins de 66 kg depuis 2005, catégorie des poids mi-légers dont il est double champion du monde en titre. Titré en 2005 au Caire, il devient alors le premier brésilien à remporter un titre mondial en judo.

## Biographie
Derly se révèle en 2000 en remportant le titre de champion du monde junior à Nabeul en Tunisie. Dès l'année suivante, il obtient une place d'honneur lors des championnats du monde seniors en terminant septième. En 2002, après une finale au Tournoi de Paris, il enchaîne trois victoires dans des tournois au label "Coupe du monde". Cependant, il est suspendu six mois par sa fédération pour usage de diurétique. Sa suspension finie, Derly connaît des problèmes de poids l'éloignant des tatamis internationaux pendant près de deux ans ; le judoka pense même à arrêter sa carrière. Il effectue pourtant son retour en compétition en 2005 mais, alors qu'il évoluait jusqu’ici dans la catégorie des moins de 60 kg (poids super-légers), Derly grimpe dans la catégorie de poids supérieure, celle des moins de 66 kg. Quelques mois après son retour, le Brésilien surprend en remportant le titre mondial au Caire. En conclusion d'une compétition parfaite, le judoka bat en finale le champion olympique en titre, le Japonais Masato Uchishiba. Il devient ainsi le premier champion du monde brésilien en judo de l'histoire (Aurélio Miguel fut le premier judoka brésilien champion olympique en 1988). En 2007, le judoka a l'occasion de briller par deux fois à domicile puisque les Jeux Panaméricains et les championnats du monde sont organisés à Rio de Janeiro. Après avoir conquis la victoire dans la première compétition, c'est avec inquiétude qu'il aborde l'événement mondial.
En effet, incertain avant la compétition à cause d'une lésion musculaire à la cuisse subie durant sa préparation, João Derly n'obtient l'assurance de disputer la compétition que quelques jours avant le tournoi.
Rassuré par son état physique, il est également mis en confiance par les performances réalisées par ses compatriotes Luciano Corrêa et Tiago Camilo, tous deux médaillés d'or lors des deux premières journées de compétition. Celle-ci commencée, il remporte tous ces combats et se qualifie pour la finale où il affronte le Cubain Yordanis Arencibia. Le Brésilien s'impose à la mort subite grâce à un yuko et apporte la troisième médaille d'or de son pays lors de la compétition (le pays n'avait jusque-là remporter qu'un titre, celui de Derly en 2005). 
Vétérinaire dans la vie professionnelle, João Derly œuvre socialement, tout comme son compatriote Flavio Canto, médaillé olympique en 2000, en aidant les jeunes des favelas à Porto Alegre, sa ville natale

## Palmarès

### Championnats du monde
- Championnats du monde 2005 au Caire (Égypte) :
  -  Médaille d'or dans la catégorie des moins de 66 kg (poids mi-moyens).

- Championnats du monde 2007 à Rio de Janeiro (Brésil) :
  -  Médaille d'or dans la catégorie des moins de 66 kg (poids mi-moyens).

### Divers
- Jeux panaméricains :
  -  Médaille d'or dans la catégorie des -66 kg en 2007 à Rio de Janeiro (Brésil).
- Juniors :
  -  Médaille d'or en -66 kg aux mondiaux juniors en 2000 à Nabeul (Tunisie).
- Tournois "Coupe du monde" :
  - 5 victoires dans des épreuves de Coupe du monde.
  - 1 podium (2d) au Tournoi de Paris en 2002.